# Catesbaea glabra
Catesbaea glabra är en måreväxtart som beskrevs av Ignatz Urban. Catesbaea glabra ingår i släktet Catesbaea och familjen måreväxter. Inga underarter finns listade i Catalogue of Life.